# Académie d'Amiens (éducation)
Pour les articles homonymes, voir Académie d'Amiens.
L’académie d'Amiens est une circonscription éducative, gérée par un recteur. Elle regroupe les ensembles scolaires des départements de l'Aisne, de l'Oise et de la Somme.
L'académie d'Amiens fait partie de la zone B des congés scolaires.

## Historique
Amiens a été siège d’une académie de 1808 à 1848, l’académie regroupant déjà alors les trois départements de l’Aisne, de l’Oise et de la Somme, puis de 1850 à 1854, à l’époque où chaque département formait une académie.
Pendant environ 110 ans, il n’y a pas eu d’académie à Amiens, et les départements ont été rattachés à Paris pour l’Oise, à Douai puis Lille pour la Somme, à Douai, Lille puis Reims pour l’Aisne.
Le décret no 64-525 du 9 juin 1964 a restauré l’académie d’Amiens dont le regroupement à Lille est de nouveau en débat en 2015 à l'occasion de la réforme territoriale en cours.

### Fonctions
L'académie comporte :
- des écoles primaires, maternelles et élémentaires publiques ou privées sous contrat ;
- des collèges publics et privés sous contrat ;
- des établissements régionaux d'enseignement adapté (EREA) dans l'Aisne et l'Oise ;
- des lycées généraux, technologiques et professionnels publics ou privés sous contrat.

Il y a également deux universités dans l'académie :
- l'université de Picardie Jules-Verne basée à Amiens avec des sites détachés à Beauvais, Creil, Saint-Quentin, Soissons… ;
- l'université de technologie de Compiègne.

## Liste des recteurs
| Période         | Période         | Identité              | Fonction précédente | Observation |
| --------------- | --------------- | --------------------- | --- | --- |
| 1964            | 1970            | Robert Mallet         | | |
| 1986            | 1990            | Édouard Bridoux       | | |
| 23 août 1995    | 2002            | Alain Morvan          | | |
| 31 juillet 2002 | 2003            | Michel Leroy          | | |
| 2003            | 2007            | Marie-Danièle Campion | | |
| 2007            | 2008            | Tanneguy Larzul       | | |
| juillet 2008    | octobre 2008    | Ahmed Charaï          | | |
| novembre 2008   | février 2010    | Anne Sancier-Château  | | |
| février 2010    | avril 2012      | Jean-Louis Mucchielli | | |
| avril 2012      | décembre 2014   | Bernard Beignier      | | |
| décembre 2014   | février 2018    | Valérie Cabuil        | | |
| février 2018    | juillet 2019    | Béatrice Cormier      | | |
| juillet 2019    | juillet 2020    | Stéphanie Dameron     | Membre du conseil de surveillance de l’Essec, ayant présidé le jury du BBA (2016-2019) | Nommée directrice adjointe auprès du ministre de l’Éducation nationale et de la Jeunesse et des Sports |
| juillet 2020    | 19 juillet 2023 | Raphaël Muller        | Directeur adjoint du ministre de l’Éducation nationale Jean-Michel Blanquer | Ancien conseiller référendaire à la Cour des comptes Nommé directeur de l'encadrement, secrétaire général adjoint du ministère de l'Éducation nationale et de la Jeunesse, du ministère de l'Enseignement supérieur et de la Recherche et du ministère des Sports et des Jeux Olympiques et Paralympiques |
| 19 juillet 2023 | En cours        | Pierre Moya           | Directeur de l'encadrement, secrétaire général adjoint des ministères de l'Éducation nationale, de la Jeunesse et des Sports et de l'Enseignement supérieur, de la Recherche et de l'Innovation | |